# Алью Баджі
Алью Баджі (фр. Aliou Badji, нар. 10 жовтня 1997, Зігіншор) — сенегальський футболіст, нападник клубу «Ам'єн». На умовах оренди грає за «Бордо».
Виступав, зокрема, за клуб «Каса Спортс», «Юргорден» та «Рапід» (Відень), а також молодіжну збірну Сенегалу. 
Володар Кубка Швеції.

## Клубна кар'єра
Народився 10 жовтня 1997 року. Вихованець футбольної школи клубу «Каса Спортс». У дорослому футболі дебютував 2015 року виступами за команду того ж клубу, в якому провів два сезони.
До складу клубу «Юргорден» приєднався 2017 року. Станом на 24 червня 2018 року відіграв за команду з Стокгольма 31 матч в національному чемпіонаті.

## Виступи за збірну
Протягом 2016—2017 років залучався до складу молодіжної збірної Сенегалу. На молодіжному рівні зіграв у 21 офіційному матчі, забив 13 голів.

## Статистика виступів

### Статистика клубних виступів
| Клуб       | Сезон   | Чемпіонат | Чемпіонат | Кубок    | Кубок | Кубок | Єврокубки | Єврокубки | Єврокубки | Загалом | Загалом |
| Клуб       | Сезон   | Ігор      | Голів     | Змагання | Ігор  | Голів | Змагання  | Ігор      | Голів     | Ігор    | Голів   |
| ---------- | ------- | --------- | --------- | -------- | ----- | ----- | --------- | --------- | --------- | ------- | ------- |
| «Юргорден» | 2017    | 20        | 3         | КШ       | 1     | 2     |           | 0         | 0         | 21      | 5       |
| «Юргорден» | 2018    | 11        | 1         | КШ       | 3     | 0     |           | 0         | 0         | 14      | 1       |
| «Юргорден» | Загалом | 31        | 4         |          | 4     | 2     |           | 0         | 0         | 35      | 6       |

## Титули і досягнення
- Володар Кубка Швеції (1):

«Юргорден»: 2017–2018